# Tallinnfilm
Tallinnfilm – radzieckie i estońskie studio filmów fabularnych, dokumentalnych i animowanych.

## Historia
Wytwórnia powstała na bazie prywatnej wytwórni filmowej Eesti Kultuurfilm, działającej w latach 1931–1940 w Republice Estońskiej. Na skutek włączenia Estonii do ZSRR przedsiębiorstwo to zostało znacjonalizowane. Nazwa państwowej wytwórni brzmiała na początku Kinokroonika Eesti Stuudio, ale już w 1942 roku zmieniono ją na Kinokroonika Tallinna Stuudio. Pierwotnym zadaniem studia było kręcenie kronik filmowych. Gdy w 1954 roku wytwórnia rozpoczęła produkcję filmów fabularnych nazwę jej poszerzono do Kunstiliste ja Kroonikafilmide Tallinna Kinostuudio. Od 1962 roku funkcjonowało pod nazwą Tallinnfilm .
Studio początkowo produkowało jedynie kroniki filmowe, od 1946 roku nagrywało również estońska wersję dialogów do filmów obcojęzycznych. Wytwórnia rozpoczęła kręcenie filmów fabularnych w roku 1954. Sukces na skale ogólnozwiązkową osiągnęło za sprawą komedii Vallatud kurvid (1959) w reżyserii Kaljo Kiiska.

## Wybrane filmy

### Filmy fabularne
- 1969: Ostatnia relikwia
- 1978: Test pilota Pirxa
- 1987: Klątwa Doliny Węży
- 1992: Łza księcia ciemności

### Filmy animowane
- 1961: Ott w kosmosie
- 1964: Operator Klaps w królestwie grzybów
- 1968: Kraina władcy kamienia
- 1973: Kolorowe ołówki